# Seedorf (Lauenburg)
|  | Per a altres significats, vegeu «Seedorf». |

Seedorf (en baix alemany Seedörp) és un municipi de l'amt Llacs de Lauenburg al districte del Ducat de Lauenburg a l'estat federal de Slesvig-Holstein a Alemanya. Té una superfície de 27,89 km² i comptava al setembre de 2012 amb 526 habitants, una pèrdua de 26 o quasi 5% en deu anys.
Seedorf – que significa poble al llac – es troba a una zona húmida entre els llacs de Küchensee, Priestersee i Schaalsee, a la divisòria d'aigües del Mar del nord i del Mar Bàltic. El riu Boize hi neix.

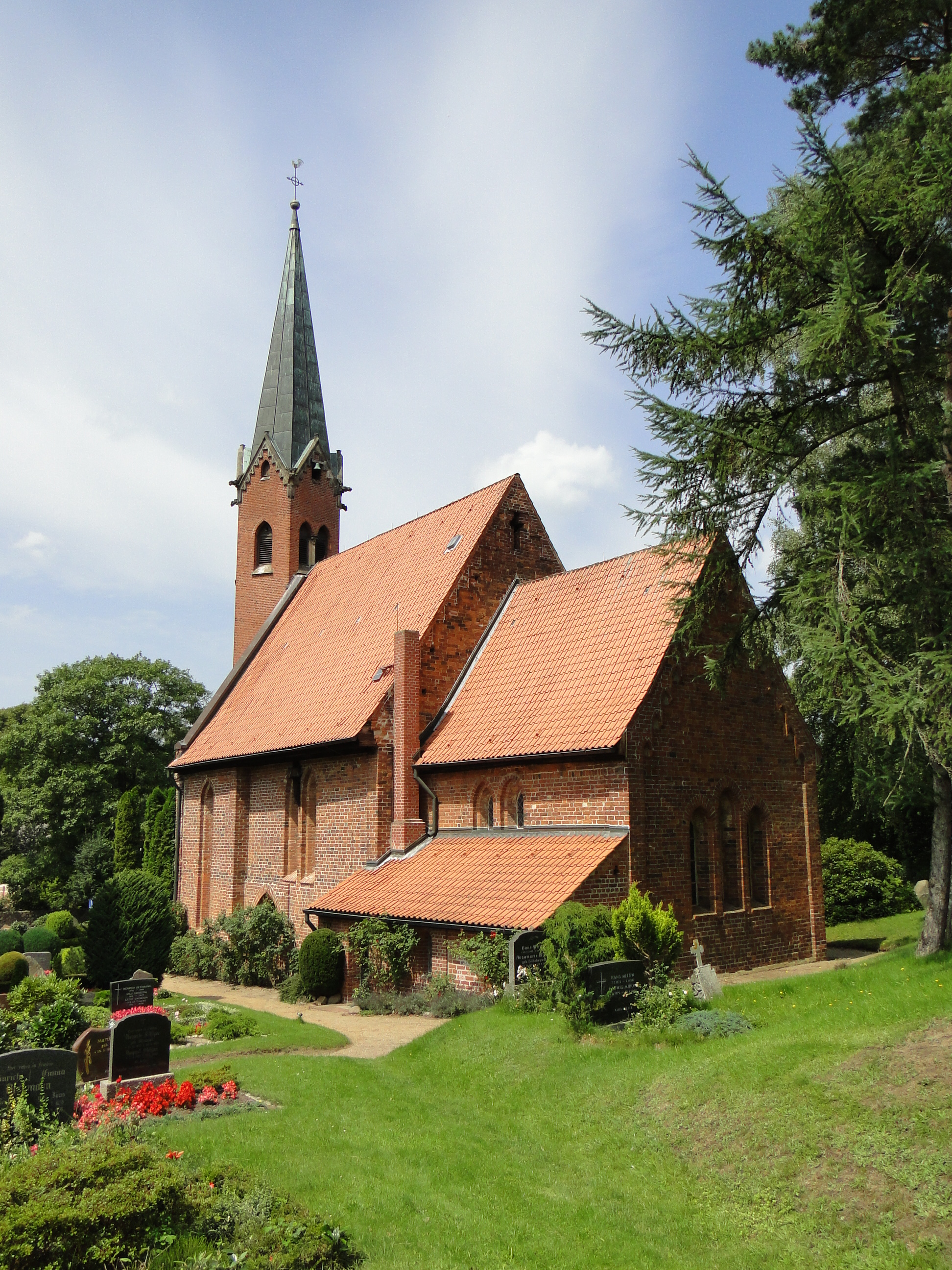
L'església del segle XII

El primer esment del poble del 1194 es troba al registre del bisbe Isfried de Ratzeburg, poc després de l'inici de la colonialització medieval de la zona aleshores quasi despoblada. Sempre va ser i queda un poble rural, del qual l'activitat econòmica principal va ser l'agricultura i els serveis de proximitat. En la darrera reorganització administrativa de l'estat de Slesvig-Holstein el 2008 va crear-se l'amt Llacs de Lauenburg.

## Llocs d'interès
- L'església de Sant Climent i Santa Catarina, iniciada el segle xiii
- El Castell de Seedorf del 1891-93 (privat)
- L'antiga forja municipal
- Els llacs